# 方正 (演员)
方正，本名韋清瀾，台灣男歌星、喜劇演員，別號「大饅頭」，常與許不了、陶大偉等人合作，曾演出過《四傻害羞》、《小丑與天鵝》等多部電影，也演出過多部電視劇。前妻為歌星楊佩春。

## 生平
方正早年想投身演藝圈，卻遭父親反對；方正堅持投身演藝圈，自己取了藝名「方正」，表明這是他選擇的「大大方方、堂堂正正」的志業。1970年，方正與倪敏然、張魁一起在台北市西門町七重天豪華大歌廳出道。
1977年初，中國電視公司歌星鳳飛飛在高雄市藍寶石大歌廳作秀，當時鳳飛飛專屬舞群「四騎士」一位成員因故不能上場，改由許不了上場；前去給鳳飛飛探班的中視節目部經理王世綱在觀眾席上看到了許不了、方正與鳳飛飛的表演，加上同年許不了在「中華民國各界金門前線勞軍團」勞軍表演時表現突出，遂主動邀請許不了與方正進入中視，與中視簽訂基本演藝人員合約，成為中視基本演藝人員。許不了與方正進入中視的日期相距三個月。之後，許不了、方正、徐風、倪敏然與凌峰並為鳳飛飛主持的中視綜藝節目《你愛周末》的固定班底。1978年，鳳飛飛主持的中視綜藝節目《一道彩虹》開播，許不了與方正擔任固定班底兼助理主持人，三人經常在該節目中聯手搞笑。
1979年，方正在中視連續劇《春城無處不飛花》飾演賣大饅頭的山東老鄉，一舉成名，人稱「大饅頭」。1981年，滾石唱片發行方正與許不了的唱片合輯《滾石歡樂英雄系列第二輯 方正、許不了：歡樂大兵專輯》。1983年2月12日，中視播出方正製作、方正與許不了主持的除夕特別節目《傻丁傻福》，是方正首次擔任電視製作人。1984年，鳳飛飛主持的中視綜藝節目《飛上彩虹》開播，許不了與方正合作演出單元〈妙搭檔〉。1988年，方正與崔麗心主持中視綜藝節目《大開眼界》。
方正曾因為詐欺被通緝8年，通緝期間赴美國並信仰基督教，後來返回台灣投案，2006年成為牧師。
2005年5月，張菲在中視綜藝節目《綜藝大哥大》中訪問當時返回台灣處理倪敏然後事的方正，他說，他習慣把自己所有在電視上的演出紀錄都錄影下來保存，他與方正一同在中視綜藝節目中表演的片段「那段資料帶，中視沒有了，可是我有」。
2006年11月10日，方正召開記者會，宣布將返回台灣，在台北市「佳音教會」擔任牧師。方正說，在宗教的路上，孫越是他的灑種者，倪敏然則是他的信仰推手：「倪敏然曾負債（新台幣）千萬（元），那時還過得比別人快樂。我問他怎麼熬過來的，他給我看基督教書籍《荒漠甘泉》，我也因此正式進入基督教。」他又笑說，信仰基督教後，便開始修身養性，十年前就戒菸、戒酒，還將滿口髒話都戒了。

## 外部連結
- 佳音教會 歡樂牧師方正 （页面存档备份，存于）